# 石生五始祖
石生五始祖，是指台灣卑南族石生系統其中一個版本神話中的五位始祖，他們從海外渡海來到台灣，成為了卑南族和台灣島上其他族群的祖先，因為其中的乎寧（Hunin）和烏蘭（Vulan）地位較特殊，有時也會將他們排除在外。

## 神話
卑南族神話中，五位始祖原本生活在現今台灣東南方一塊已經不存在的大土地上，台灣則還隱沒在海水中，直到某一天因為地殼變動，台灣從海中升起、而那片土地則因為地震和洪水沉入水中、只剩蘭嶼和綠島兩座島，上面的族人也都死了，只有他們五兄妹坐在充當船的米臼裡逃過一劫。但因為太陽和月亮也伴隨著那場災難消失了，他們因此先後把乎寧和烏蘭推到空中，成為新的太陽和月亮以提供照明，剩下的三人：蘇嘎蘇告/索卡索高（Sukasukaw，男）、達瓦道/塔孚塔孚（Tavatav，女）和芭魯（Paluh，女）則抵達了台灣的巴拿巴拿樣（Panapanayan，位於知本部落南方、今太麻里鄉三和村南迴公路旁的海岸地），互相結婚生子、繁衍人類。

## 列表
五位始祖彼此間都是兄弟姊妹，但明確的輩分已無從確認，他們分別是：
| 名字                      | 經歷                             | 備註                                             |
| ------------------------- | -------------------------------- | ------------------------------------------------ |
| 乎寧（Hunin），男         | 被手足推上天空成為新的太陽（神） | 有時又被稱為「阿道」                             |
| 烏蘭（Vulan），女         | 被手足推上天空成為新的月亮（神） |                                                  |
| 蘇嘎蘇告（Sukasukaw，男） | 抵達台灣，先後和兩個妹妹結婚生子 | 有版本中他的性別和經歷跟芭魯對調                 |
| 達瓦道（Tavatav，女）     | 抵達台灣，和哥哥結婚生子         | 除了排灣族以外的所有人群祖先                     |
| 芭魯（Paluh，女）         | 抵達台灣，和哥哥結婚生子         | 排灣族祖先，有版本中她的性別和經歷跟蘇嘎蘇告對調 |